# Nicolas Koob
Nicolas Koob (ur. 26 lipca 1930 roku w Préizerdaul, zm. 22 października 2016) – luksemburski kierowca wyścigowy i rajdowy.

## Kariera
Koob rozpoczął karierę w międzynarodowych wyścigach samochodowych w 1965 roku od startu w klasie GT 2.0 24-godzinnego wyścigu Le Mans, którego jednak nie ukończył. Kolejne starty w tym wyścigu Luksemburczyk zaliczył w latach 1970-1971 i 1977. w 1970 odniósł zwycięstwo w klasie GT 2.5. Rok później był dziesiąty w klasie GT +2.0.